# Lista de primeiras-damas dos Estados Unidos

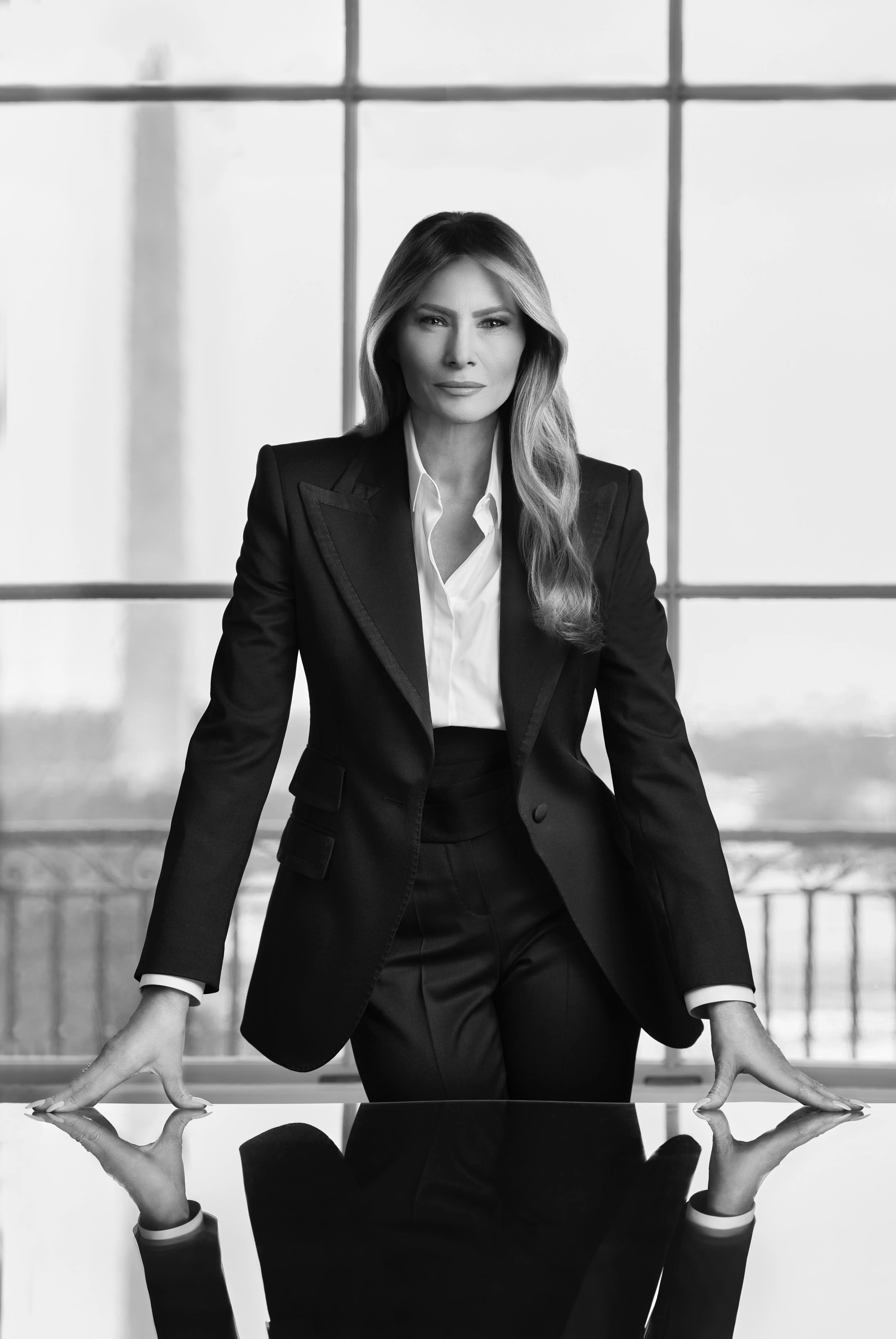
Melania Trump, a atual primeira-dama dos Estados Unidos

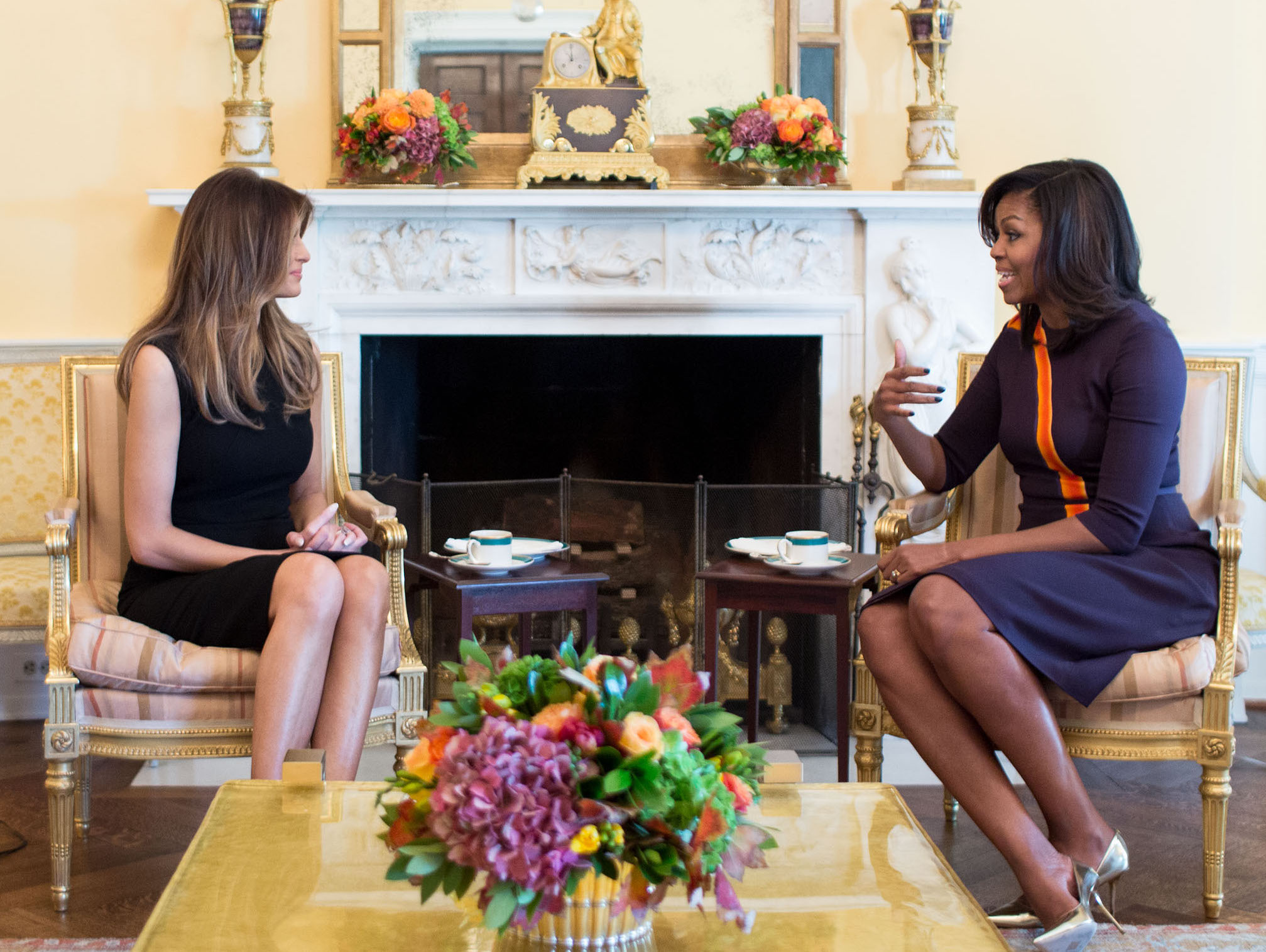
A então primeira-dama, Michelle Obama (direita), em encontro com sua sucessora Melania Trump (esquerda) na Casa Branca em 10 de novembro de 2016, dois dias após a eleição de Donald Trump à presidência dos Estados Unidos.

Esta é a lista das primeiras-damas dos Estados Unidos, um título à anfitriã da Casa Branca. O cargo é, tradicionalmente, preenchido pela esposa do presidente dos Estados Unidos, mas em uma ocasião especial, o título pode ser aplicado a mulheres que não são as esposas do presidente, como quando o presidente é solteiro ou viúvo, ou quando a esposa do presidente estiver incapaz de cumprir os deveres de primeira-dama sozinha. O cargo não é eletivo; não exerce funções oficiais e não recebe salário. No entanto, ela atende a muitas cerimônias oficiais e funções do Estado, quer junto ao presidente, ou no seu lugar. Tradicionalmente, a primeira-dama não pode se ausentar do emprego enquanto está ocupando o cargo. A primeira-dama está também a cargo de todos os eventos sociais e cerimoniais da Casa Branca, tendo o seu próprio quadro de funcionários, incluindo o Secretário Social da Casa Branca, Chefe do Estado Maior, Secretário de Imprensa, Chefe de Design Floral, e Cozinheiro-Chefe Executivo. A função de primeira-dama é um ramo do Cargo Executivo do Presidente.
De acordo com a Casa Branca e a Biblioteca Nacional de Primeiras-damas, houve quarenta e cinco primeiras-damas e quarenta e seis esposas de presidentes. Essa diferença existe porque o presidente Grover Cleveland serviu dois mandatos não consecutivos e é contado cronologicamente como ambos vigésimo segundo e vigésimo quarto presidentes, mesmo tendo sido a mesma pessoa; sua esposa, Frances Cornelia Cleveland também é contada duas vezes. Seguindo a posse de Joe Biden em 20 de janeiro de 2021, sua esposa Jill Biden tornou-se a quadragésima oitava primeira-dama norte-americana, sucedendo Melania Trump, esposa do ex-presidente Donald Trump.
Há quatro ex-primeiras-damas vivas: Hillary Clinton, esposa de Bill Clinton; Laura Bush, esposa de George W. Bush; Michelle Obama, esposa de Barack Obama; e Jill Biden, esposa de Joe Biden. A primeira primeira-dama dos Estados Unidos foi Martha Custis Washington, casada com George Washington. A atual primeira-dama é Melania Trump, esposa de Donald Trump. Os presidentes John Tyler e Woodrow Wilson tiveram duas primeiras-damas oficiais – ambos casaram-se novamente durante seus mandatos presidenciais. As esposas dos quatro presidentes que morreram antes de seus maridos terem empossado o cargo ainda são consideradas Primeiras-damas pela Casa Branca e a Biblioteca Nacional de Primeiras-damas: Martha Skelton Jefferson, esposa de Thomas Jefferson; Rachel Robards Jackson, esposa de Andrew Jackson; Hannah Van Buren, esposa de Martin Van Buren; Ellen Arthur, esposa de Chester A. Arthur. Harriet Lane, sobrinha de James Buchanan, é a única pessoa considerada uma primeira-dama norte-americana oficial que não era casada com o Presidente. O título de "primeira-dama" foi, primeiramente, utilizado para descrever Dolley Madison, em um elogio dado por James Madison. Porém, o título ainda não havia entrado oficialmente até Harriet Lane ingressar na Casa Branca.

## Lista de primeiras-damas norte-americanas
De acordo com a Biblioteca Nacional de Primeiras-damas dos Estados Unidos, em ordem cronológica, houve quarenta e sete primeiras-damas.
| Primeira-dama | Primeira-dama | Primeira-dama             | Período na Casa Branca | Período na Casa Branca | Presidente             | Data de casamento       | Referências              |
| ------------- | ------------- | ------------------------- | ---------------------- | ---------------------- | ---------------------- | ----------------------- | ------------------------ |
| 1             |               | Martha Washington         | 30 de abril de 1789    | 4 de março de 1797     | George Washington      | 6 de janeiro de 1756    | [ 3 ] [ 4 ]              |
| 2             |               | Abigail Adams             | 4 de março de 1797     | 4 de março de 1801     | John Adams             | 25 de outubro de 1764   | [ 5 ] [ 6 ]              |
| 3             |               | Martha Jefferson Randolph | 4 de março de 1801     | 4 de março de 1809     | Thomas Jefferson       | Filha                   | [ 7 ] [ 8 ] [ nota 1 ]   |
| 4             |               | Dolley Madison            | 4 de março de 1809     | 4 de março de 1817     | James Madison          | 14 de setembro de 1794  | [ 9 ] [ 10 ]             |
| 5             |               | Elizabeth Monroe          | 4 de março de 1817     | 4 de março de 1825     | James Monroe           | 16 de fevereiro de 1786 | [ 11 ] [ 12 ]            |
| 6             |               | Louisa Adams              | 4 de março de 1825     | 4 de março de 1829     | John Quincy Adams      | 26 de julho de 1797     | [ 13 ] [ 14 ]            |
| 7             |               | Emily Donelson            | 4 de março de 1829     | 19 de dezembro de 1836 | Andrew Jackson         | Sobrinha                | [ 15 ] [ 16 ] [ nota 2 ] |
| 7             |               | Sarah Jackson             | 26 de novembro de 1834 | 4 de março de 1837     | Andrew Jackson         | Nora                    | [ 15 ] [ 16 ] [ nota 2 ] |
| Vacante       | Vacante       | Vacante                   | 4 de março de 1837     | 27 de novembro de 1838 | Martin Van Buren       | Nora                    | [ 17 ] [ 18 ] [ nota 3 ] |
| 8             |               | Angelica Van Buren        | 27 de novembro de 1838 | 4 de março de 1841     | Martin Van Buren       | Nora                    | [ 17 ] [ 18 ] [ nota 3 ] |
| 9             |               | Anna Harrison             | 4 de março de 1841     | 4 de abril de 1841     | William Henry Harrison | 22 de novembro de 1795  | [ 19 ] [ 20 ] [ nota 4 ] |
| 9             |               | Jane Harrison             | 4 de março de 1841     | 4 de abril de 1841     | William Henry Harrison | Nora                    | [ 19 ] [ 20 ] [ nota 4 ] |
| 10            |               | Letitia Tyler             | 4 de abril de 1841     | 10 de setembro de 1842 | John Tyler             | 29 de março de 1813     | [ 21 ] [ 22 ] [ nota 5 ] |
| 10            |               | Priscilla Tyler           | 10 de setembro de 1842 | 26 de junho de 1844    | John Tyler             | Nora                    | [ 21 ] [ 22 ] [ nota 5 ] |
| 11            |               | Julia Tyler               | 26 de junho de 1844    | 4 de março de 1845     | John Tyler             | 26 de junho de 1844     | [ 23 ] [ 24 ]            |
| 12            |               | Sarah Polk                | 4 de março de 1845     | 4 de março de 1849     | James K. Polk          | 1 de janeiro de 1824    | [ 25 ] [ 26 ]            |
| 13            |               | Margaret Taylor           | 4 de março de 1849     | 9 de julho de 1850     | Zachary Taylor         | 21 de junho de 1810     | [ 27 ] [ 28 ]            |
| 14            |               | Abigail Fillmore          | 9 de julho de 1850     | 4 de março de 1853     | Millard Fillmore       | 5 de fevereiro de 1826  | [ 29 ] [ 30 ]            |
| 15            |               | Jane Pierce               | 4 de março de 1853     | 4 de março de 1857     | Franklin Pierce        | 19 de novembro de 1834  | [ 31 ] [ 32 ]            |
| 16            |               | Harriet Lane              | 4 de março de 1857     | 4 de março de 1861     | James Buchanan         | Sobrinha                | [ 33 ] [ 34 ] [ nota 6 ] |
| 17            |               | Mary Lincoln              | 4 de março de 1861     | 15 de abril de 1865    | Abraham Lincoln        | 4 de novembro de 1842   | [ 35 ] [ 36 ]            |
| 18            |               | Eliza Johnson             | 15 de abril de 1865    | 4 de março de 1869     | Andrew Johnson         | 17 de maio de 1827      | [ 37 ] [ 38 ]            |
| 19            |               | Julia Grant               | 4 de março de 1869     | 4 de março de 1877     | Ulysses S. Grant       | 22 de agosto de 1848    | [ 39 ] [ 40 ]            |
| 20            |               | Lucy Hayes                | 4 de março de 1877     | 4 de março de 1881     | Rutherford B. Hayes    | 30 de dezembro de 1852  | [ 41 ] [ 42 ]            |
| 21            |               | Lucretia Garfield         | 4 de março de 1881     | 19 de setembro de 1881 | James A. Garfield      | 11 de novembro de 1858  | [ 43 ] [ 44 ]            |
| 22            |               | Mary Arthur               | 14 de janeiro de 1883  | 4 de março de 1885     | Chester A. Arthur      | Irmã                    | [ 45 ] [ 46 ] [ nota 7 ] |
| 23            |               | Rose Cleveland            | 4 de março de 1885     | 2 de junho de 1886     | Grover Cleveland       | Irmã                    | [ nota 8 ]               |
| 23            |               | Frances Cleveland         | 2 de junho de 1886     | 4 de março de 1889     | Grover Cleveland       | 2 de junho de 1886      | [ 47 ] [ 48 ]            |
| 24            |               | Caroline Harrison         | 4 de março de 1889     | 25 de outubro de 1892  | Benjamin Harrison      | 20 de agosto de 1853    | [ 49 ] [ 50 ]            |
| 24            |               | Mary Harrison             | 25 de outubro de 1892  | 4 de março de 1893     | Benjamin Harrison      | Filha                   | [ nota 9 ]               |
| 25            |               | Frances Cleveland         | 4 de março de 1893     | 4 de março de 1897     | Grover Cleveland       | 2 de junho de 1886      | [ 47 ] [ 48 ]            |
| 26            |               | Ida McKinley              | 4 de março de 1897     | 14 de setembro de 1901 | William McKinley       | 25 de janeiro de 1871   | [ 51 ] [ 52 ]            |
| 27            |               | Edith Roosevelt           | 14 de setembro de 1901 | 4 de março de 1909     | Theodore Roosevelt     | 2 de dezembro de 1886   | [ 53 ] [ 54 ]            |
| 28            |               | Helen Taft                | 4 de março de 1909     | 4 de março de 1913     | William Howard Taft    | 19 de junho de 1886     | [ 55 ] [ 56 ]            |
| 29            |               | Ellen Wilson              | 4 de março de 1913     | 6 de agosto de 1914    | Woodrow Wilson         | 24 de junho de 1884     | [ 57 ] [ 58 ]            |
| 29            |               | Margaret Wilson           | 6 de agosto de 1914    | 18 de dezembro de 1915 | Woodrow Wilson         | Filha                   | [ nota 10 ]              |
| 30            |               | Edith Wilson              | 18 de dezembro de 1915 | 4 de março de 1921     | Woodrow Wilson         | 18 de dezembro de 1915  | [ 59 ] [ 60 ]            |
| 31            |               | Florence Harding          | 4 de março de 1921     | 2 de agosto de 1923    | Warren G. Harding      | 8 de julho de 1891      | [ 61 ] [ 62 ]            |
| 32            |               | Grace Coolidge            | 2 de agosto de 1923    | 4 de março de 1929     | Calvin Coolidge        | 4 de outubro de 1905    | [ 63 ] [ 64 ]            |
| 33            |               | Lou Hoover                | 4 de março de 1929     | 4 de março de 1933     | Herbert Hoover         | 10 de fevereiro de 1899 | [ 65 ] [ 66 ]            |
| 34            |               | Eleanor Roosevelt         | 4 de março de 1933     | 12 de abril de 1945    | Franklin D. Roosevelt  | 17 de março de 1905     | [ 67 ] [ 68 ]            |
| 35            |               | Bess Truman               | 12 de abril de 1945    | 20 de janeiro de 1953  | Harry S. Truman        | 28 de junho de 1919     | [ 69 ] [ 70 ]            |
| 36            |               | Mamie Eisenhower          | 20 de janeiro de 1953  | 20 de janeiro de 1961  | Dwight D. Eisenhower   | 1 de julho de 1916      | [ 71 ] [ 72 ]            |
| 37            |               | Jacqueline Kennedy        | 20 de janeiro de 1961  | 22 de novembro de 1963 | John F. Kennedy        | 12 de setembro de 1953  | [ 73 ] [ 74 ]            |
| 38            |               | Lady Bird Johnson         | 22 de novembro de 1963 | 20 de janeiro de 1969  | Lyndon B. Johnson      | 17 de novembro de 1934  | [ 75 ] [ 76 ]            |
| 39            |               | Pat Nixon                 | 20 de janeiro de 1969  | 9 de agosto de 1974    | Richard Nixon          | 21 de junho de 1940     | [ 77 ] [ 78 ]            |
| 40            |               | Betty Ford                | 9 de agosto de 1974    | 20 de janeiro de 1977  | Gerald Ford            | 15 de outubro de 1948   | [ 79 ] [ 80 ]            |
| 41            |               | Rosalynn Carter           | 20 de janeiro de 1977  | 20 de janeiro de 1981  | Jimmy Carter           | 7 de julho de 1946      | [ 81 ] [ 82 ]            |
| 42            |               | Nancy Reagan              | 20 de janeiro de 1981  | 20 de janeiro de 1989  | Ronald Reagan          | 4 de março de 1952      | [ 83 ] [ 84 ]            |
| 43            |               | Barbara Bush              | 20 de janeiro de 1989  | 20 de janeiro de 1993  | George H. W. Bush      | 6 de janeiro de 1945    | [ 85 ] [ 86 ]            |
| 44            |               | Hillary Clinton           | 20 de janeiro de 1993  | 20 de janeiro de 2001  | Bill Clinton           | 11 de outubro de 1975   | [ 87 ] [ 88 ]            |
| 45            |               | Laura Bush                | 20 de janeiro de 2001  | 20 de janeiro de 2009  | George W. Bush         | 5 de novembro de 1977   | [ 89 ] [ 90 ]            |
| 46            |               | Michelle Obama            | 20 de janeiro de 2009  | 20 de janeiro de 2017  | Barack Obama           | 3 de outubro de 1992    | [ 91 ] [ 92 ]            |
| 47            |               | Melania Trump             | 20 de janeiro de 2017  | 20 de janeiro de 2021  | Donald Trump           | 22 de janeiro de 2005   | [ 93 ]                   |
| 48            |               | Jill Biden                | 20 de janeiro de 2021  | 20 de janeiro de 2025  | Joe Biden              | 17 de junho de 1977     | [ 94 ]                   |
| 49            |               | Melania Trump             | 20 de janeiro de 2025  | até a atualidade       | Donald Trump           | 22 de janeiro de 2005   | [ 95 ]                   |